# Округ Крофорд (Пенсилванија)
Округ Крофорд (енгл. Crawford County) је округ у америчкој савезној држави Пенсилванија.

## Демографија
По попису из 2010. године број становника је 88.765, што је 1.601 (-1,8%) становника мање него 2000. године.
| Група             | 2000.          | 2010.          |
| Белци             | 87.263 (96,6%) | 84.930 (95,7%) |
| Афроамериканци    | 1.437 (1,6%)   | 1.547 (1,7%)   |
| Азијати           | 254 (0,3%)     | 403 (0,5%)     |
| Хиспаноамериканци | 537 (0,6%)     | 823 (0,9%)     |
| Укупно            | 90.366         | 88.765         |